# Eupachytoma gigantea
Eupachytoma gigantea es una especie de insecto coleóptero de la familia Chrysomelidae.
Fue descrita científicamente en 1800 por Illiger.